# Abdel Moneim Aboul Fotouh
Abdel Moneim Aboul Fotouh Abdel Hadi (en arabe : عبد المنعم أبو الفتوح), né le 15 octobre 1951, est un médecin, syndicaliste et homme politique égyptien.

## Biographie
Fils d'un fonctionnaire aux revenus modestes, Aboul Fotouh était encore étudiant en médecine lorsqu'il fut attiré par le militantisme politique islamiste.
Président d'un syndicat, l’Union des médecins égyptiens, Abdel Moneim Aboul Fotouh est surtout connu pour son appartenance au mouvement islamiste des Frères musulmans, dont il fut l'un des dirigeants et porte-parole depuis les années 1980, et dont il incarna l'aile libérale et réformiste. Cet engagement au sein d'une organisation hostile au régime autoritaire d'Hosni Moubarak lui valut d'être incarcéré à trois reprises, notamment en 2000 et 2009.
Considéré par certains observateurs comme un possible successeur du guide suprême Mohammed Mahdi Akef,, Aboul Fotouh entra bientôt en désaccord avec l'aile rigoriste des Frères musulmans, dirigée par Khairat al-Chater. Par conséquent, il fut écarté en décembre 2009 du conseil de guidance (bureau exécutif) du mouvement et n'assista pas, le mois suivant, à l'intronisation du nouveau « guide suprême », Mohammed Badie, issu de la tendance conservatrice.

## Candidat à la présidentielle de 2012

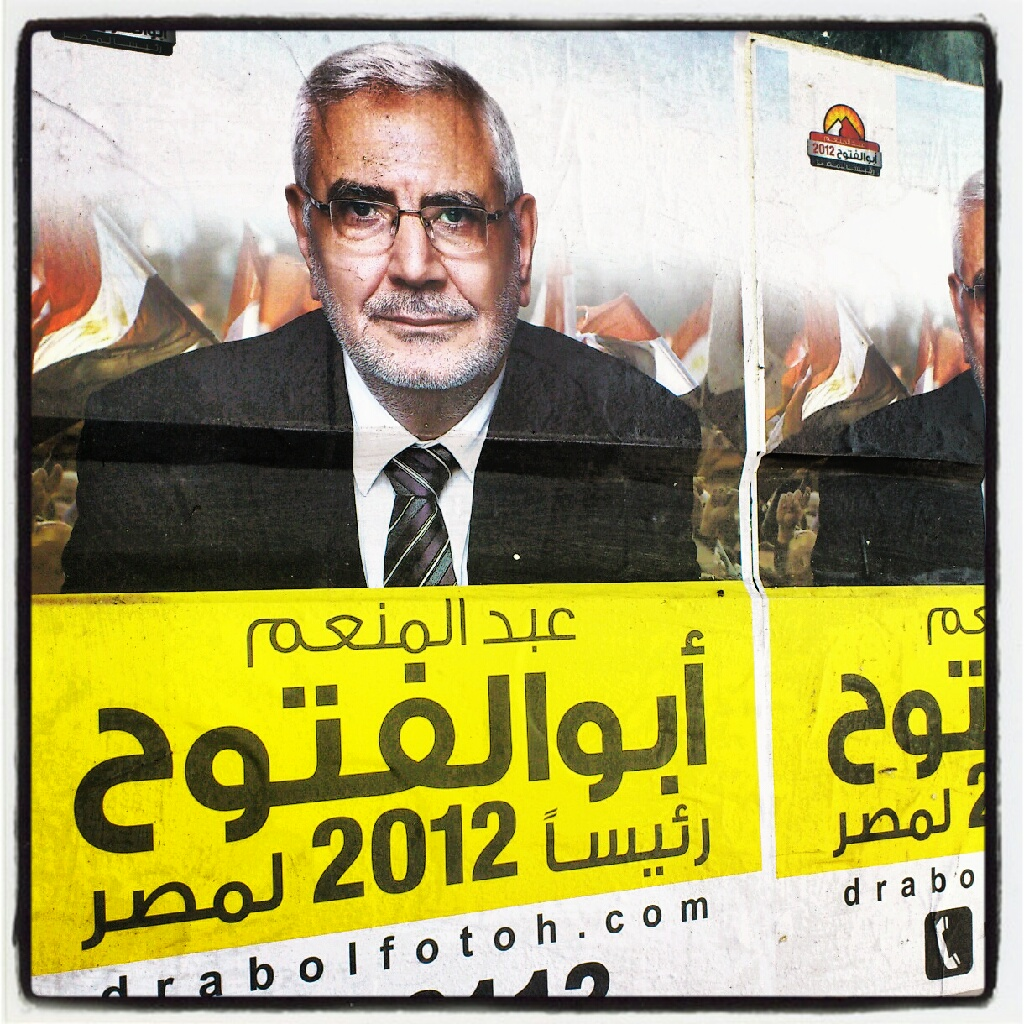
Abdel Moneim Aboul Fotouh.

Lors de la Révolution de 2011, dans les jours qui ont précédé le renversement de Moubarak, Aboul Fotouh a représenté les Frères musulmans lors des négociations avec le vice-président Omar Souleiman.
Le 19 juin de la même année, il s'est déclaré candidat à l'élection présidentielle, ce qui lui a valu d'être exclu du mouvement des Frères musulmans, qui avait décidé dès le mois de février de ne présenter aucun de ses membres à ce scrutin. Aboul Fotouh est par conséquent un candidat « indépendant ».
Islamiste modéré, celui que certains appellent « l’Erdoğan égyptien » est par exemple opposé à l'imposition du voile islamique aux femmes ou à la mise en place d'une taxe zakât obligatoire et gérée par l'Etat (sur le modèle de l'Arabie saoudite, du Pakistan et de la Malaisie). Il se veut le représentant des « jeunes Frères musulmans », c'est-à-dire des Frères musulmans qui ont pris une part active aux côtés des jeunes libéraux à la révolution de 2011.
Sur son créneau électoral, il est en concurrence avec un autre candidat religieux, le juriste Mohamed Selim al-Aoua.
Aboul Fotouh est crédité dès l'été de hauts scores (entre 16 et 20 %) qui le placeraient dans le trio de tête, aux côtés du prix nobel Mohamed el-Baradei mais assez loin derrière le favori Amr Moussa.
Il arrive finalement quatrième du scrutin remporté par Mohamed Morsi.
En juin 2013, il participe aux manifestations contre ce dernier, qui conduisent Abdel Fattah al-Sissi au pouvoir à la suite du coup d'État du 3 juillet 2013 en Égypte, puis devient opposant à ce dernier.

## Carrière politique
Le 28 janvier 2018, dans une lettre ouverte, Mohamed Anouar el-Sadate, Abdel Moneim Aboul Foutouh, Hicham Geneina et Hazem Hosni, qui dirigeaient la campagne de Sami Hafez Annan avant son arrestation, ainsi que le scientifique Essam Heggi, appellent à boycotter l'élection présidentielle égyptienne de 2018 en évoquant un « climat de peur » et « un calendrier électoral ne donnant pas aux candidats une réelle chance de se présenter ». Plusieurs personnalités ayant annoncé leurs candidature, dont Ahmed Chafik et Sami Anan, ont été soit intimidés ou incarcérés,. Le 13 février, Hicham Geneina est arrêté et déféré devant le parquet militaire. Le 14 février, Aboul Foutouh est lui aussi arrêté, accusé d'avoir des liens avec les Frères musulmans. Il est ensuite hospitalisé en prison. Le 20 février, un tribunal le place sur la liste des « terroristes ».
Placé à l'isolement, il fait plusieurs malaises cardiaques.
En mai 2022, il est condamné à 15 ans de prison.